# Димитър Пиронков (цирков артист)
Вижте пояснителната страница за други личности с името Димитър Пиронков.
Димитър Тодоров Пиро̀нков е български цирков артист, „народен артист“.

## Биография
Роден е на 1 май 1925 г. в Сучава, Румъния, в семейството на цирковия артист Тодор Иванов Пиронков. Играе в трупата на родителите си. Изпълнява номерата „Икарийски игри“, които са разновидност на акробатиката, „Баланс на стълба върху крака“, „Ексцентрик“. Създател е на първия тематичен номер в съвременния български цирк – „Български орли“. В него се съдържат елементи на акробатиката и каскадьорството. Негови постижения са триксите салто пирует върху глава, колона от четирима, колона от петима, двойно и тройно салто от трамплин.
Негов син е цирковият артист Тодор Димитров Пиронков. Почива през 1996 г.

## Отличия и награди
- През 1981 г. е удостоен със званието „Народен артист“.[2]
- През 1985 г. е удостоен с орден „Народна република България“ I степен.[2]